# Структурна теорема Коена
В комутативній алгебрі структурна теорема Коена описує будову повних нетерових локальних кілець. Теорему довів у 1946 році американський математик Ірвінг Коен.

## Означення
Нехай R — комутативне локальне кільце Нетер, {\displaystyle {\mathfrak {m}}} — його максимальний ідеал, а {\displaystyle k=R/{\mathfrak {m}}} — відповідне поле лишків.
Кільце R називається еквіхарактеристичним, якщо {\displaystyle \operatorname {char} R=\operatorname {char} k,} тобто кільце і поле лишків мають однакову характеристику. Кільце R є еквіхарактеристичним тоді і тільки тоді коли воно містить деяке підполе (у цьому випадку зі структурної теореми Коена випливає, що воно зокрема містить підполе ізоморфне полю лишків).
Кільце для якого ці характеристики не є однаковими має характеристику 0 або {\displaystyle p^{n},\ n>1}, а його поле лишків — характеристику p, де p — просте число і до того ж {\displaystyle p\in {\mathfrak {m}}\ } (у цьому випадку p є сумою одиничних елементів кільця). Якщо {\displaystyle p\in {\mathfrak {m}}^{2}} то кільце називається розщепленим, а якщо {\displaystyle p\in {\mathfrak {m}}\setminus {\mathfrak {m}}^{2}} — нерозщепленим.
Кільцем коефіцієнтів для кільця R із вказаними властивостями називається підкільце {\displaystyle S\subset R\ } для якого виконуються умови:
- {\displaystyle {\mathfrak {m}}\cap S=pS,\ } де {\displaystyle p=\operatorname {char} k}
- S є повним локальним кільцем і {\displaystyle S/(pS)\cong k.}

У випадку еквіхарактеристичного кільця p = 0 у кільці R і відповідно S і {\displaystyle {\mathfrak {m}}\cap S=\{0\},\ } тобто S є полем. 
У іншому випадку, якщо R має характеристику 0 то S є повною нетеровою областю цілісності, максимальний ідеал якої є головним породженим p. Повне локальне кільце характеристики 0 для якого поле лишків має характеристику p і максимальний ідеал породжується p називається кільцем Коена. 
Якщо R має характеристику {\displaystyle p^{n},\ n>1} то S є локальним артиновим кільцем максимальний ідеал якого є породженим елементом p. Також {\displaystyle S=A/(p^{n})} для деякого кільця Коена.

## Твердження теореми
- Для повного комутативного локального кільця Нетер R завжди існує кільце коефіцієнтів (яке буде полем ізоморфним полю лишків, якщо R є еквіхарактеристичним)
- Повне комутативне локальне кільце Нетер R є факторкільцем повного регулярного локального кільця.
- Еквіхарактеристичне регулярне локальне кільце R розмірності d є ізоморфним кільцю формальних степеневих рядів {\displaystyle k[[x_{1},\ldots ,x_{n}]].}
- Регулярне локальне кільце R розмірності d, що не є еквіхарактеристичним і є нерозщепленим є ізоморфним кільцю формальних степеневих рядів над кільцем Коена {\displaystyle S[[x_{1},\ldots ,x_{n}]],} де S — кільце коефіцієнтів R.
- Регулярне локальне кільце R розмірності d, що не є еквіхарактеристичним і є розщепленим є ізоморфним факторкільцю кільця многочленів виду {\displaystyle A[[X]]/(f(X)),} де A — еквіхарактеристичне і є нерозщеплене регулярне локальне кільце кільце коефіцієнтів якого є рівним кільцю коефіцієнтів R (тобто можна вважати {\displaystyle A=S[[x_{1},\ldots ,x_{n}]]}), а f(X) — многочлен Ейзенштейна, тобто {\displaystyle f(X)=X^{r}+c_{1}X^{r-1}+\ldots +c_{r}} і всі {\displaystyle c_{i}\in {\mathfrak {m}}} і також {\displaystyle c_{r}\not \in {\mathfrak {m}}^{2}.}